# Теофило Кубиљас
Теофило Кубиљас (шп. Teófilo Juan Cubillas Arizaga; 8. март 1949, Лима, Перу) је бивши перуански фудбалер. Проглашен је за најбољег перуанског фудбалера свих времена од стране Међународне фудбалске федерације за историју и статистику, која га је такође уврстила и у 50 најбољих фудбалера свих времена.
Један је од двојице фудбалера који су постигли по 5 голова на два различита светска првенства.
Са репрезентацијом Перуа освојио је Куп Јужне Америке 1975. године. Захваљујући њему Перу је успео да се пласира у четвртфинале Светског првенства 1970. у Мексику и пласира се у другу рунду такмичења на Светском првенству 1978. у Аргентини.
Проглашен је за најбољег фудбалера Јужне Америке 1972. године. Био је дуго година водећи стрелац своје земље са 26 голова на 81 утакмици. У фебруару 2008. на церемонији поводом 50 година од прве Бразилске титуле првака света, уврштен је у најбољи тим Јужне Америке у последњих 50 година.